# Виктор Каневски
Виктор Каневски (на украински: Віктор Каневський; на руски: Виктор Каневский) е съветски футболист и треньор. Почетен треньор на Узбекска ССР.

## Национален отбор
Каневски дебютира за СССР на 30 август 1958 г. в приятелски мач срещу Чехословакия. Участва на световното първенство през 1962 г.
През 1956 г. Каневски играе четири мача за Украйна в Спартакиада на народите на СССР.

## Отличия

### Отборни
Динамо Киев
- Съветска Висша лига: 1961
- Купа на СССР по футбол: 1964